# Malé Karlovice
Malé Karlovice (deutsch Klein Karlowitz) ist ein Ortsteil der Gemeinde Velké Karlovice in der Mährischen Walachei in Tschechien. Er liegt drei Kilometer südöstlich von Velké Karlovice und gehört zum Okres Vsetín.

## Geographie
Malé Karlovice befindet sich am Nordhang der Javorníky im Naturpark CHKO Beskydy. Das Dorf erstreckt sich im Tal des Baches Tisňavský potok. Nördlich erhebt sich der Adamík (742 m), im Nordosten der Buřanov (787 m), östlich die Bařinka (867 m) und Lemešná (950 m), im Südosten die Lopušná (913 m) und der Veľký Javorník (1071 m), südlich der Stratenec (1055 m), Gigula (951 m) und Koncová (896 m), im Südwesten der Malý Javorník (1019 m), Javorníček (860 m) und Štrčkov (777 m), westlich die Kantorka (716 m) sowie im Nordwesten die Kyčera (742 m). Das Kataster von Malé Karlovice reicht nach Süden bis zur slowakischen Grenze.
Nachbarorte sind Adamíky und Machůzky im Norden, Tísňavy, Podťaté und Grúň im Nordosten, Podešví, Kubáň, Na Lemešné, Lopušánki, Štúrali, Noclehy und Selský Příschlop im Osten, Stodoliska, Potoky, Závrská, Javorníček, Panský Příschlop und U Planků im Süden, Koncová, Polomova, Štrčková und Velká Stavnovice im Südwesten, Štucov,  U Kuřičků und Pluskovec im Westen sowie Velké Karlovice im Nordwesten.

## Geschichte
Am 9. November 1714 gründete der Besitzer der Herrschaft Rožnov, Karl Heinrich von Zierotin, im Grenzgebiet seiner Herrschaft die Ansiedlung Carlowicze. Das Dorf bestand zunächst aus neun Anwesen und vergrößerte sich durch die Gewährung von Freiheiten für die Siedler, die nicht nur aus Mähren, sondern auch aus Oberungarn und Polen kamen. Der genaue Grenzverlauf in den Urwäldern der Javorníky war jedoch unklar. Nachdem es 1733 wegen Grenzstreitigkeiten in Machůzky zu einem Gefecht mit 13 Toten gekommen war, in der volkstümlichen Überlieferung ist sogar von 59 Gefallenen die Rede, erfolgte 1734 eine Berainung der mährisch-ungarischen Grenze, deren Verlauf dabei auf dem Kamm der Javorníky bis zum Makov-Pass festgelegt wurde. Der Schutz der Grenze erfolgte durch Portaschenkorps und entlang ihres Verlaufs entstanden 43 Tschartaken und 70 Wachhäusel. Zwischen den Tschartaken wurde der Wald an der Grenze auf zwei Klaftern ausgehauen. 1750 bestand Karlovice aus 132 Wirtschaften. Im Jahre 1774 beendete die böhmische Königin Maria Theresia die Differenzen zwischen den Herrschaften Rožnov und Vsetín um Karlovice durch eine Teilung des Dorfes, dessen Kataster damals 86 km² umfasste. Malé Karlovice, Bzové, Soláň, Stanovnice, Pluskovec und Tísňavy wurden damit nach Vsetín untertänig; Hrubé Karlovice mit den restlichen Ansiedlungen verblieb bei Rožnov. Das Kataster von Malé Karlovice hatte zu Beginn des 19. Jahrhunderts eine Ausdehnung von 20 km². Die 1826 erfolgte Gründung der Glashütte Františčina huť in Leskové trug mit dazu bei, dass bis zur Mitte des 19. Jahrhunderts ein Großteil der Wälder abgeholzt wurde und der Waldanteil auf 20 Prozent zurückging. Anstelle der ursprünglichen Buchen-Tannen-Wälder wurden Fichtenmonokulturen aufgeforstet. Bis zur Mitte des 19. Jahrhunderts blieb Malé Karlovice zur Herrschaft Vsetín untertänig.
Nach der Aufhebung der Patrimonialherrschaften bildete Malé Karlovice/Klein Karlowitz ab 1850 eine politische Gemeinde in der Bezirkshauptmannschaft Valašské Meziříčí. Ab 1870 wurde mit der Wiederbewaldung landwirtschaftlicher Nutzflächen begonnen. Seit 1910 gehört die Gemeinde zum Bezirk Vsetín. Im Jahre 1966 wurde Malé Karlovice nach Velké Karlovice eingemeindet. Zugleich wurde die 26 Häuser umfassende Ortschaft Zadní Stanovnice von Malé Karlovice ausgegliedert und dem Kataster von Karolinka zugeschlagen. Im Jahre 1991 lebten in Malé Karlovice 272 Personen. Beim Zensus von 2001 wurden 130 Wohnhäuser und 234 Einwohner gezählt.

## Sehenswürdigkeiten
- Hölzerner Glockenturm in Tísňavy
- Marienkapelle auf dem Štrčkov, das weithin sichtbare Bauwerk mit außergewöhnlichen ovalem Grundriss befindet sich auf einem 777 m hohen Aussichtspunkt. Errichtet wurde es nach dem Ersten Weltkrieg vom Einwohner Bukovjan als Dank für die Heimkehr aus dem Krieg
- Aussichtsturm auf dem Stratenec, bereits auf slowakischem Gebiet